# Dysgnorima subannulata
Dysgnorima subannulata är en fjärilsart som beskrevs av Philipp Christoph Zeller 1877. Dysgnorima subannulata ingår i släktet Dysgnorima och familjen praktmalar, Oecophoridae. Inga underarter finns listade i Catalogue of Life.